# Филлипс, Джо
Джозеф (Джо) Филлипс (англ. Joseph (Joe) Phillips; 24 марта 1911 — 13 ноября 1987, Пуна, Махараштра) — индийский хоккеист на траве, защитник. Олимпийский чемпион 1936 года.

## Биография
Джо Филлипс родился 24 марта 1911 года.
Жил в городе Пуна в Британской Индии (сейчас в Индии). Играл в хоккей на траве за Бомбей.
В 1936 году вошёл в состав сборной Индии по хоккею на траве на летних Олимпийских играх в Берлине и завоевал золотую медаль. Играл на позиции защитника, провёл 1 матч, мячей не забивал.
Умер 13 ноября 1987 года в Пуне.